# ناز أيديمير
ناز أيديمير (مواليد 14 أغسطس 1990) هي لاعبة كرة طائرة تركية تلعب في نادي فنربخشة.